# Сейсмічність Монако
Територія мікродержави Монако — характеризується помірною сейсмічністю.

## Загальна характеристика
Напіванклав Монако розташований в області Середземноморського геосинклінального поясу на території молодих гірських утворень — альпід. Альпи та Лігурійський розлом створюють умови для сейсмічності даної території. Рельєф місцевості: горбистий. На зазначеній території реєструється відносно мала кількість землетрусів, переважна більшість з яких невеликої сили (3,0<M≤5,0). Частина землетрусів виникає в акваторії Лігурійського моря, на березі якого і знаходиться Монако.

## Землетруси у минулі століття
З 1970 року в Монако сталося принаймні 7 землетрусів магнітудою понад 4 бали (за шкалою Ріхтера), що дозволяє припустити, що більш потужні землетруси в цій місцевості відбуваються нечасто, ймовірно, в середньому приблизно кожні 5—10 років.

## Землетруси XXI століття

### 2016
3 вересня, ввечері, на південному сході Франції зафіксовано відчутний (за шкалою інтенсивності МSK-64) землетрус магнітудою 3,7 балів (за шкалою Ріхтера). Епіцентр землетрусу знаходився за 25 км від узбережжя Середземного моря в муніципалітеті Соспель та за 30 км від Монако.

### 2025
19 березня, близько 18:45 (за місцевим часом), на Лазурному березі стався сильно відчутний (за шкалою інтенсивності МSK-64) землетрус магнітудою 4,1 бала (за шкалою Ріхтера). Епіцентр землетрусу знаходився між комунами Коараз і Конт та відчувався у Монако. Через декілька годин, о 22:25 (за місцевим часом), стався афтершок магнітудою 3,7 бала.